# Liechtensteiner Binnenkanal
Liechtensteiner Binnenkanal – śródlądowy kanał wodny wybudowany w latach 1931-1943 w Liechtensteinie. Kanał pełni funkcje melioracyjne, a także przede wszystkim funkcje przeciwpowodziowe. Kanał zbiera wodę ze wszystkich dwunastu alpejskich potoków, które uchodziły do Renu na terenie Liechtensteinu, a powierzchnia zlewni kanału wynosi 117 km².

## Przebieg kanału
Kanał zaczyna się w gminie Balzers na granicy Liechtensteinu i Szwajcarii, jednak posiada również przedłużenie (Oberaukanal) o długości około 800 metrów, które znajduje się na terenie Szwajcarii i przyjmuje wodę z cieku Ansrüfi, spływającego z podnóży alpejskich szczytów. 
Kanał ma długość 24,67 km i biegnie wzdłuż Renu, który stanowi zachodnią granicę Księstwa. Przepływa kolejno przez gminy Balzers, Triesen, Vaduz, Schaan, Eschen, Gamprin oraz Ruggell.
Binnenkanal kończy się w gminie Ruggell, 700 metrów na południe od północnego krańca państwa. Uchodzi do Renu.

## Historia i znaczenie inwestycji

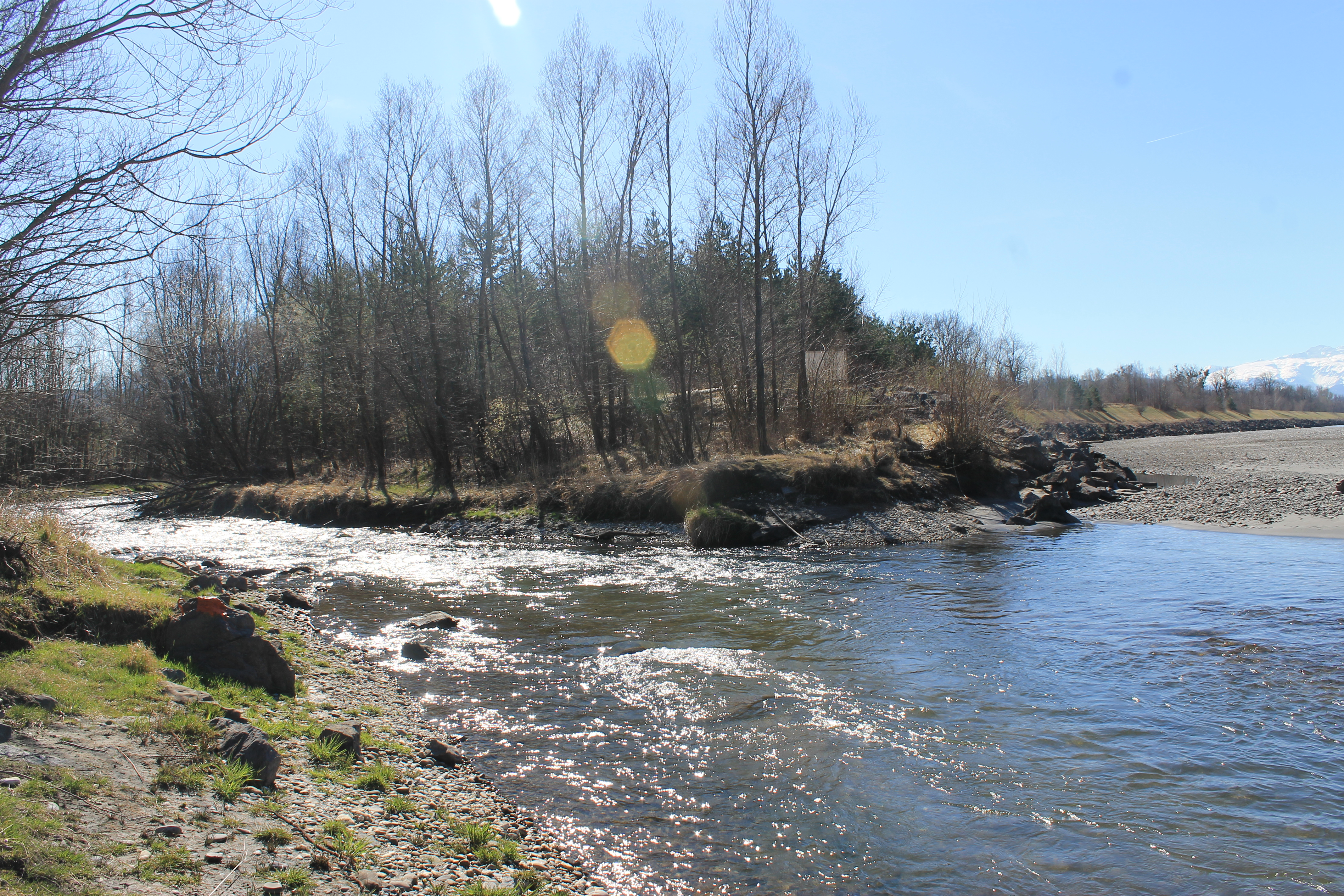
Ujście Binnenkanal do Renu.

Pomysł wybudowania kanału śródlądowego pojawił się jeszcze XIX wieku. W 1834 roku wybudowano krótki odcinek kanału między Schaan i Bendern, który był prekursorem dzisiejszego Binnenkanal. Temat wybudowania długiego kanału przez całe państwo pojawił się w Landtagu po raz pierwszy w 1894 roku. Plany budowy zostały zaakceptowane przez parlament 7 lipca 1930 roku, a także przez mieszkańców gmin Triesen, Triesenberg oraz Balzers w referendum.
Inwestycja miała duże znaczenie, ponieważ zapewniła wiele miejsc pracy dla miejscowej ludności. Budowa kanału przebiegała etapami, a poza głównym korytem Binnenkanal powstało kilka mniejszych odnóg, a także uregulowano lokalne cieki, dawniej uchodzące do Renu, takie jak Esche, czy Giesse.
Kanał pozwolił osuszyć bagna i zabezpieczyć tereny zalewowe, zwłaszcza w Unterlandzie. Pozwoliło to na dynamiczny rozwój rolnictwa w tej części kraju, a także zasiedlenie nowych obszarów.
Budowa zakończyła się 3 kwietnia 1943 roku, a jej całkowity koszt wyniósł 4,6 mln franków szwajcarskich.

## Renaturyzacja kanału
Intensywne wydobycie żwiru w latach pięćdziesiątych XX wieku, przyczyniło się do zwiększenia różnicy wysokości zwierciadła między kanałem, a jego recypientem - Renem. Wyniosła ona ponad 4 metry, co uniemożliwiło migrację ryb, w górę kanału i jego dopływów, w celach tarła. Pierwszą próbą poprawy sytuacji było zbudowanie przepławki na początku lat osiemdziesiątych, jednak nie zmieniło to wiele, ponieważ mogły ją pokonywać jedynie większe i silniejsze gatunki, które stanowiły mniejszość wśród miejscowej populacji. W związku z tym postanowiono podjąć prace rewitalizacyjne na pięćsetmetrowym odcinku ujściowym kanału. Zmniejszono spadek kanału, rozciągając go na większą długość, przy pomocy mniejszych ramp wodnych, a także przekierowano część wód do drugiego równoległego koryta. Działania te przyniosły szybkie efekty, ponieważ już rok po zakończeniu prac w rzece pojawiło się jedenaście gatunków ryb. 
Jeszcze przed rewitalizacją odcinka ujściowego przeprowadzono renaturyzację prostego odcinka kanału w gminie Ruggell, która pozwoliła na zachowanie istniejącego na brzegu Renu lasu łęgowego. Działania rewitalizacyjne i renaturyzacyjne w końcowym odcinku kanału przyczyniły się do zwiększenia różnorodności biologicznej i przywrócenia obszarów lęgowych wielu gatunków ptaków, takich jak pliszka górska, zimorodek zwyczajny, pluszcz zwyczajny, czy sieweczka rzeczna.
Obecnie obszar ten zyskuje również jako teren rekreacyjny, szczególnie w miesiącach letnich.